# كريج أولجنيك
كريج أولجنيك هو كاتب سيناريو وممثل كندي، ولد في 1 يونيو 1979 في كندا.

## أعمال

### مسلسلات
- قارئ الأفكار

## وصلات خارجية
- كريج أولجنيك على موقع IMDb (الإنجليزية)
- كريج أولجنيك على موقع ألو سيني (الفرنسية)
- كريج أولجنيك على موقع أول موفي (الإنجليزية)
- كريج أولجنيك على موقع قاعدة بيانات الفيلم (الإنجليزية)
- كريج أولجنيك على موقع كينوبويسك (الروسية)